# Еркан Баш
Еркан Баш (на турски: Erkan Baş) е турски политик от бошняшки произход, основател и председател на Работническата партия на Турция.

## Биография
Еркан Баш е роден на 14 юли 1979 г. в Западен Берлин (ФРГ) в семейство на бошняци, имигранти от областта Санджак в бивша Югославия, откъдето е фамилията му Юсович. Баща му е бил работник, който заминава на гурбет в Германия, а майка му домакиня, която е била текстилна работничка за известно време.
Завършва основното и средно си образование в Истанбул. Завършва висше образование в Истанбулския университет, а по-късно получава бакалавърска степен в катедрата по история на науката във Факултета по литература на Истанбулския университет. Известно време работи като гост-лектор в катедрата по хуманитарни и социални науки на Истанбулския технически университет. Бива отстранен от длъжност от администрацията на преподавателите, тъй като администрацията не се съгласява с него с предоставянето на искани права на работници в кафене.